# Перший дивізіон Гонконгу з футболу
Перший дивізіон Гонконгу (англ. Hong Kong First League Division; кит. трад. 香港甲組聯賽, спр. 香港甲组联赛, піньїнь: Xiānggǎng jiǎ zǔ liánsài, акад. Сянґан цзя цзу ляньсай) — друга за рівнем професійна футбольна ліга у Гонконгу. З моменту старту розіграшів у 1908 році була найвищою лігою Гонконгу, аж до утворення Прем'єр-ліги Гонконгу в 2014 році. Проводиться під егідою Футбольної асоціації Гонконгу.
З 1908 року в загальній складності 29 клубів ставали Чемпіонами Гонконгу. «Саут Чайна» є найуспішнішим клубом, вигравши 41 чемпіонат з моменту їх першої участі в 1941 році.

## Історія
Футбольна ліга Гонконгу була заснована в 1908 році, коли ця територія була британською колонією. Ймовірно, це найстаріша професійна ліга в Азії. Більшість записів до Другої світової війни були загублені не усі результати чемпіонатів країни дійшли до нашого часу.
Футбольна асоціація Гонконгу, керівна організація футболу Гонконгу, була заснована в 1914 році і є однією з найстаріших футбольних асоціацій в Азії.
До 1970-х і 1980-х років футбол у Гонконзі став сильним і популярним, а конкурентоспроможні місцеві команди залучали відомих іноземних гравців та менеджерів, граючи перед десятками тисяч людей.
7 лютого 2013 року Гонконзька футбольна асоціація заявила, що нова Прем'єр-ліга розпочнеться восени 2014 року, тому було запропоновано, щоб сезон 2013/14 років став перехідним. В результаті Перший дивізіон чемпіонату Гонконгу 2013/14 став останнім сезоном Першого дивізіону, який мав статус найвищого дивізіону в системі ліг Гонконгу.
З сезону 2014/15 Перший дивізіон Гонконгу став другим дивізіоном у футбольній ієрархії.